# BLE 7–10
Die normalspurigen Tenderlokomotiven BLE 7–10 waren Dampflokomotiven, die 1886 von der Braunschweigische Landes-Eisenbahn-Gesellschaft (BLE) beschafft wurden. Sie waren für den leichten Personen- und Güterverkehr vorgesehen. Die Lokomotiven gelten als eine Modifikation und Weiterentwicklung der preußischen T 1 der Maschinenfabrik Esslingen.
Sie waren nach der Ausmusterung bei der BLE bis 1920 bei anderen Privateisenbahnen in Betrieb bzw. wurden noch vor 1930 verschrottet.

## Geschichte und Einsatz

### Braunschweigische Landeseisenbahn
Die Lokomotiven BLE 7–10 gehörten seit der Streckeneröffnung zur BLE. Sie trugen neben der Betriebsnummer die Namen WOLDENBERG (der Bahnhof schrieb sich Wohldenberg), LICHTENBERG, THIEDE und BARUM.
Sie wurden hauptsächlich im Rangierdienst, aber auch im leichten Streckendienst verwendet. Sie sollten im Regelfalle 24 Achsen befördern, fuhren aber fallweise längere Züge. Gelegenheitsleistung waren Personenzüge auf der Bahnstrecke Braunschweig Nord–Derneburg.
Sie waren die schwächsten Lokomotiven der BLE und wurden als erste ausgemustert. Zwei Lokomotiven wurden an Privatbetriebe verkauft, und 1920 waren sie alle außer Dienst gestellt.

## Konstruktion
Die technischen Daten entsprechen denen der Normalbauart der preußischen T 1. Lediglich die Kesselaufbauten variieren, auch der Wasservorrat war bei den späteren Bauarten etwas größer.
Die Lokomotiven BLE 7–10 waren mit der Heberlein-Seilzugbremse ausgestattet. Als die BLE in den 1920er Jahren ihre Fahrzeuge auf Druckluftbremsen umrüstete, waren die BLE 7–10 bereits ausgemustert.